# Hologram (album)
Hologram – drugi album Saszan, wydany 17 października 2018 roku. Album dotarł do 24. miejsca polskiej listy przebojów OLiS.

## Lista utworów
1. „Ostatni raz” – 2:32
2. „Nie chcę ciebie mniej” – 3:34
3. „Słońce nocą” – 3:47
4. „Do mnie mów” – 3:15
5. „Zabierz mnie stąd” (gościnnie: Wac Toja) – 4:10
6. „Remedium” – 3:26
7. „Miałeś tylko być” – 3:43
8. „Widzę tylko nas” – 3:44
9. „Wystarczy” (gościnnie: Michał  Szczygieł)– 3:02
10. „8 miejsc” – 3:42
11. „Zorza” – 3:33

## Pozycja na liście sprzedaży
| Kraj   | Lista sprzedaży (2018)    | Najwyższa pozycja |
| ------ | ------------------------- | ----------------- |
| Polska | Oficjalna Lista Sprzedaży | 24                |